# Xosseini (Rostov)
|  | Per a altres significats, vegeu «Xosseini». |

Xosseini (en rus: Шоссейный) és un poble (un possiólok) de l'óblast de Rostov, a Rússia, segons el cens rus del 2010 tenia 386 habitants. Pertany al districte de Zernograd.